# 1:a divisionen (Tyskland)
1:a divisionen (tyska: 1. Division) var en preussisk division som existerade mellan 1818 och 1919.

## Organisation vid första världskrigets utbrott
Förläggningsort inom parentes.
- 1:a Infanteribrigaden (Königsberg (nuvarande Kaliningrad)
  - 1:a Grenadjärregementet (1:a östpreussiska) "Kronprins" (Königsberg)
  - 41:a Infanteriregementet (5:e östpreussiska) "von Boyen" (Tilsit och Memel)

- 2:a Infanteribrigaden (Königsberg)
  - 3:e Grenadjärregementet (2:a östpreussiska) "Kung Fredrik Vilhelm" (Königsberg)
  - 43:e Infanteriregementet (6:e östpreussiska) "Hertig Karl av Mecklenburg-Strelitz" (Tilsit och Memel)

- 1:a Kavalleribrigaden (Königsberg)
  - 3:e Kyrassiärregementet (Östpreussiska) "Greve Wrangel" (Königsberg)
  - 1:a Dragonregementet (Litauiska) "Prins Albrekt av Preussen" (Tilsit)

- 1:a Fältartilleribrigaden (Königsberg)
  - 16:e Fältartilleriregementet (1:a östpreussiska) (Königsberg)
  - 52:a Fältartilleriregementet (2:a östpreussiska) (Königsberg)

## Befälhavare
| Grad            | Name                      | Tidsperiod                              |
| --------------- | ------------------------- | --------------------------------------- |
| Generallöjtnant | Hans von Gronau           | 29 oktober 1907 - ?                     |
| Generalmajor    | Hans von Guretzky-Cornitz | 20 mars - 20 april 1911 (tillförordnad) |
| Generallöjtnant | Hans von Guretzky-Cornitz | 21 april 1911 - ?                       |
| Generallöjtnant | Richard von Conta         | 1 januari 1914 - ?                      |
| Generallöjtnant | Conrad Paschen            | 20 juli 1916 - ?                        |